# Ян Бибиян (опера)
„Ян Бибиян“ е детска опера на българския композитор Найден Геров, поставена за пръв път през 1969 година.
Либретото на Алла Герова е базирано на едноименния роман на Елин Пелин от 1933 година, като акцентира главно върху неговите фантастични елементи. Премиерата на операта е на 14 май 1969 година в Русенската опера, постановка на Петър Александров под диригентството на Тодор Стоев.